# Waten

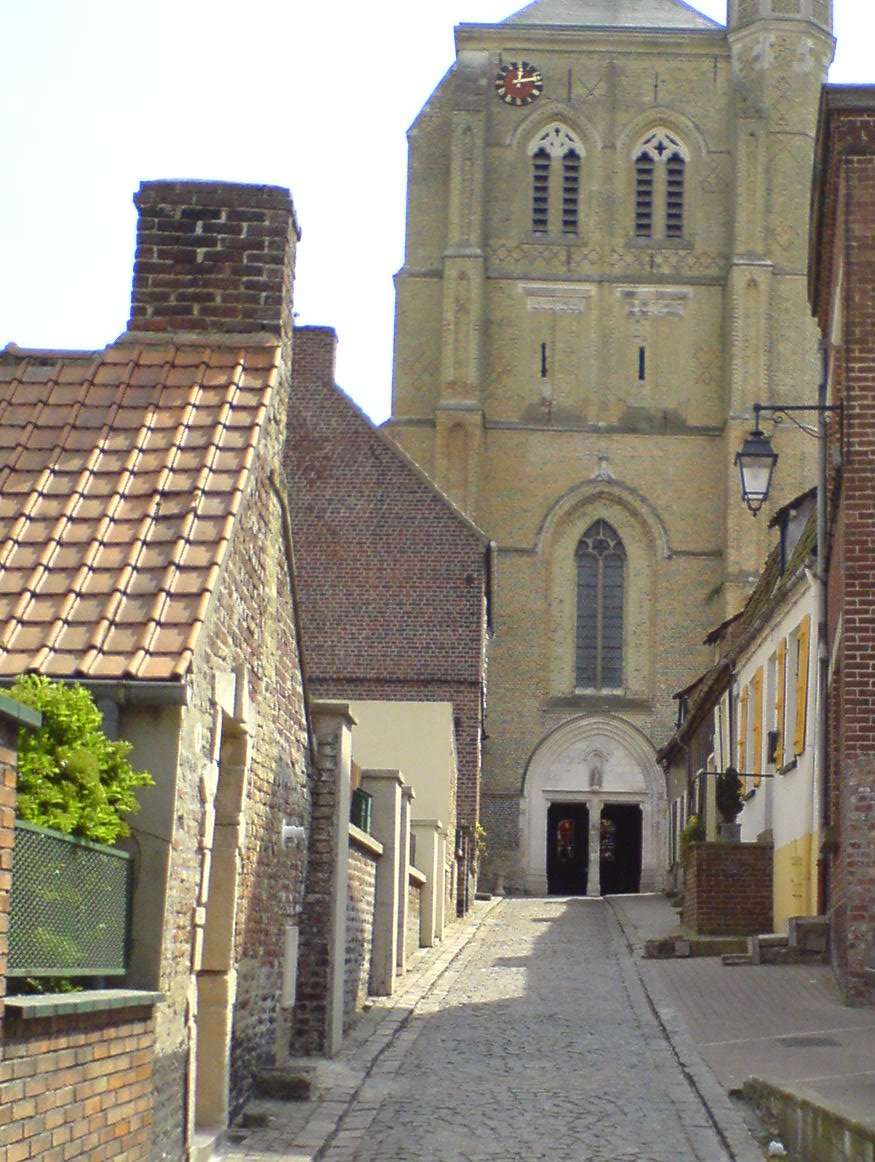
rue de l'Eglise

Waten (officieel: Watten; lokaal: Watt) is een gemeente in het noorden van Frankrijk en maakt deel uit van het kanton Wormhout, arrondissement Duinkerke in het departement Noorderdepartement. Waten ligt in Frans-Vlaanderen in de streek het Houtland, juist nog in de Franse Westhoek, bij de monding van de Kolme in de Aa. De hoogte varieert er van 2 meter bij de rivier tot aan 72 meter op de Watenberg. Waten grenst aan de gemeenten Kapellebroek, Millam, Wulverdinge, Sint-Momelijn, Serques, Houlle, Éperlecques en Holke. Het stadje telde op 1 januari 2022 2.567 inwoners.

## Gemeentewapen
Gepaald en tegengepaald van zilver en keel van zes stukken. Dit is geen historisch wapen, maar een fantasie van d'Hozier.

## Geschiedenis

### Oudheid en Middeleeuwen
Het gebied rond Waten was eerst bewoond door de Morienen en daarna door de Menapiërs. Na de verovering van Gallia Belgica was Waten voor de Romeinen een strategische plaats. De vallei van da Aa was tot in de vijfde en zesde eeuw en uitgestrekte moerasvlakte, die alleen maar bij de Watenberg smal genoeg was om over te steken. In die engte lag de voorde van de Romeinse heirweg van Kassel naar Bonen die aan de plaats zijn naam heeft gegeven: wad, doorwaadbare plaats, van het Oudnederlandse "watan" (waden). Een Romeins kamp en later een fortje dat door de Romeinen Vaganum werd genoemd moest deze strategische plaats verdedigen en het verkeer controleren van de Aa naar de zee en langs de oversteekplaats. De Romeinen werden in de vijfde eeuw verdreven van de linkeroever van de Aa door de Franken maar kort daarna overstroomde het gebied door de zee ten gevolge van de Duinkerke-transgressies en stond heel het Blootland van de vijfde tot aan de achtste eeuw onder water.

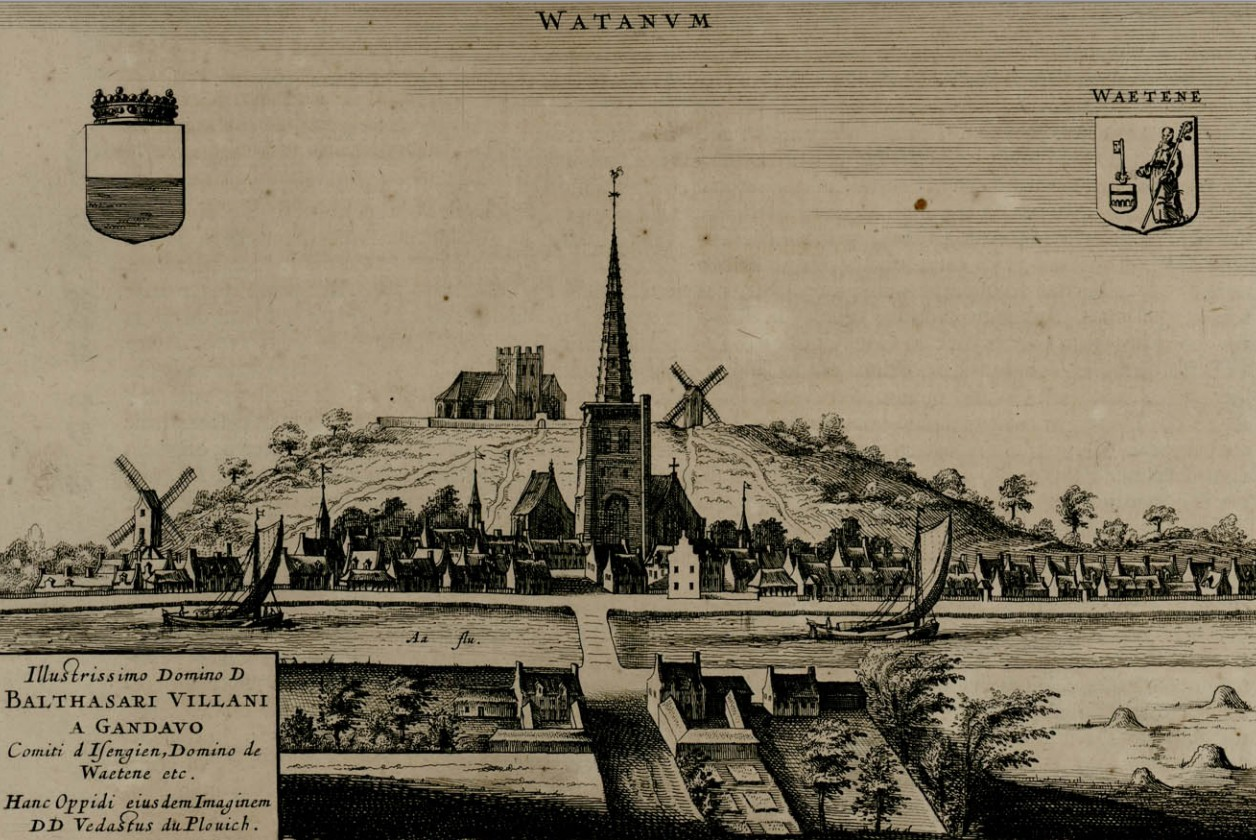
Waten in de Flandria illustrata

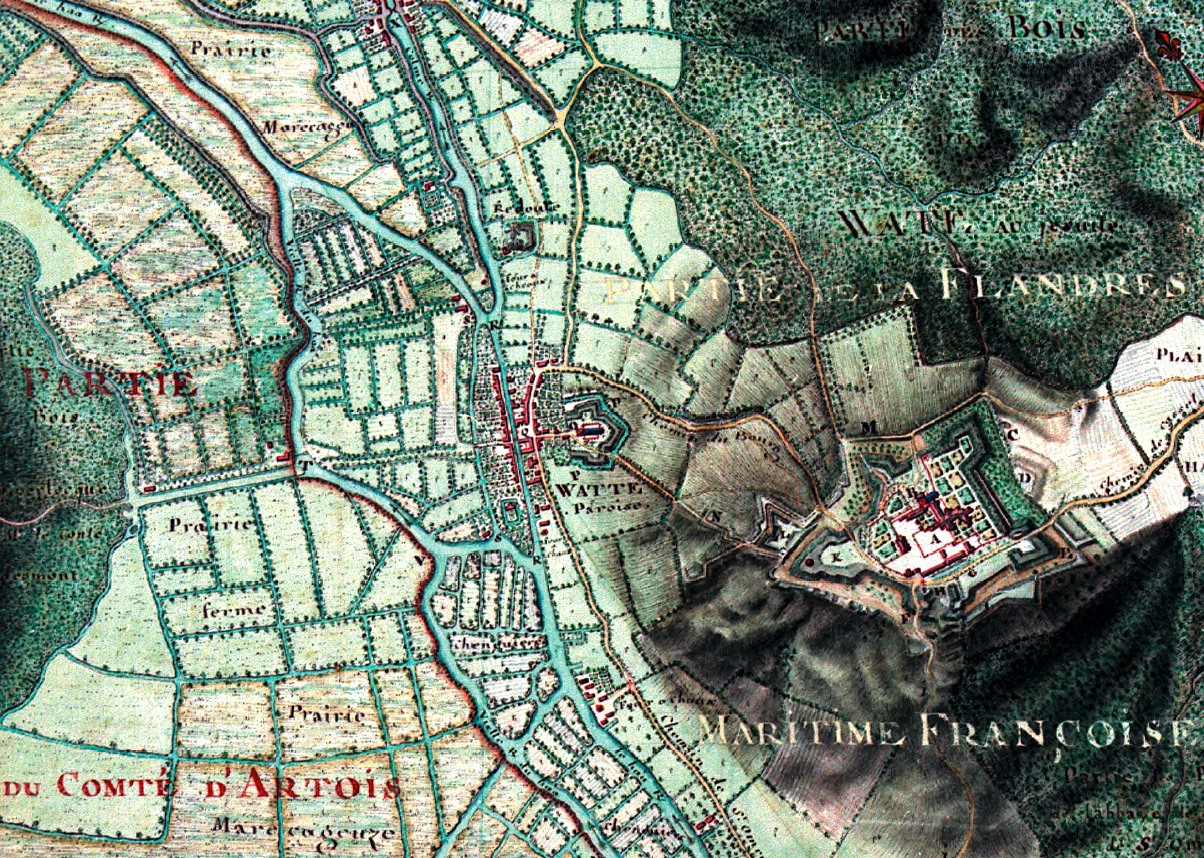
Waten, 1728

In 831 hing het landbouwdomein van Waten, de Villa Guadannia, af van de Abdij van Centule (de tegenwoordige Abdij van Saint-Riquier in het departement van de Somme). In 874 werd er op de Watenberg een kapel gebouwd gewijd aan Sint-Rikiers (Richarius) en vanaf de elfde eeuw groeide er hierom een volwaardige abdij uit (zie Abdij van Waten). Maar in 881 werd Waten, net zoals verschillende andere plaatsen in de regio in die tijd, geplunderd door de Noormannen. 
Een eerste heer, Burgin van Waten, wordt reeds in 1013 vermeld. De graaf van Vlaanderen Diederik van de Elzas liet de Abdij van Waten restaureren nadat deze verschillende keren was geplunderd en koos het als zijn verblijfplaats en overleed er ook in 1168. Zijn zoon Filips van de Elzas liet de Aa tot aan het dorpje Watendam indijken, waardoor een gedeelte van het moerasgebied ingepolderd kon worden. Op 26 december 1302 was er een veldslag dicht bij de versterkte abdij waarbij het Franse leger, onder leiding van maarschalk Milon de Noyers, werd verslagen door de Vlamingen onder het bevel van Diederik van Hondschote. In 1314 gaf Robrecht III van Vlaanderen verschillende stadsprivileges aan Waten. In 1378 werd Waten bij de kasselrij van Kassel gevoegd en kreeg het het privilege op de fabricatie van laken. Maar in 1383 werd Waten geplunderd en in brand gestoken door de troepen van de Franse koning Karel VI.
In de 13e eeuw volgden de Van Haveskerkes de oorspronkelijke bezitters op als heren van Waten, waarna de heerlijkheid vanaf de 15e eeuw via een reeks huwelijken eigendom werd van respectievelijk de families van Eeckhout, d’Ongnies de Mérode en, in 1629, d’Isenghien (eigenlijk “van Izegem”). In 1719 verkocht Louis de Gand de Mérode de Montmorency, prins d’Isenghien, luitenant-generaal in het Franse leger, de heerlijkheid samen met andere domeinen aan de markies de la Viefville de Steenvoorde, die haar behielden tot aan de Franse Revolutie.

### Nieuwe en Nieuwste tijd
In 1638 werd Waten in de context van de Dertigjarige Oorlog bezet door de Fransen. Gaston d'Orléans liet er de versterkingen herbouwen en uitbreiden maar de Spanjaarden (die het toen voor het zeggen hadden in de Zuidelijke Nederlanden) konden het stadje heroveren. In 1643 kon de Franse maarschalk Jean de Gassion het stadje en het fort weer bezetten, maar die viel kort nadien weer in handen van de Spanjaarden. In het jaar nadien, in 1644, werd Waten opnieuw door de Fransen ingenomen. Hierna werden de fortificaties versterkt en werd er een citadel gebouwd rond de abdij. Maar door de verlegging van het front werden de versterkingen door de Fransen verlaten in 1646. Een jaar later, in 1647, kwam Waten weer in handen van de Spanjaarden die de versterkingen in 1650 neerhaalden. In 1657 werden ze heropgebouwd door Franse maarschalk Turenne in een poging om de Spaanse troepen weer terug te dringen tot aan Duinkerke. In 1659 werd Waten weer door de Fransen teruggegeven aan de Spanjaarden bij het Verdrag van de Pyreneeën totdat het in 1678 definitief bij Frankrijk kwam bij het Verdrag van Nijmegen.

## Geografie
De oppervlakte van Waten bedroeg op 1 januari 2022 7,32 vierkante kilometer; de bevolkingsdichtheid was toen 350,7 inwoners per km².

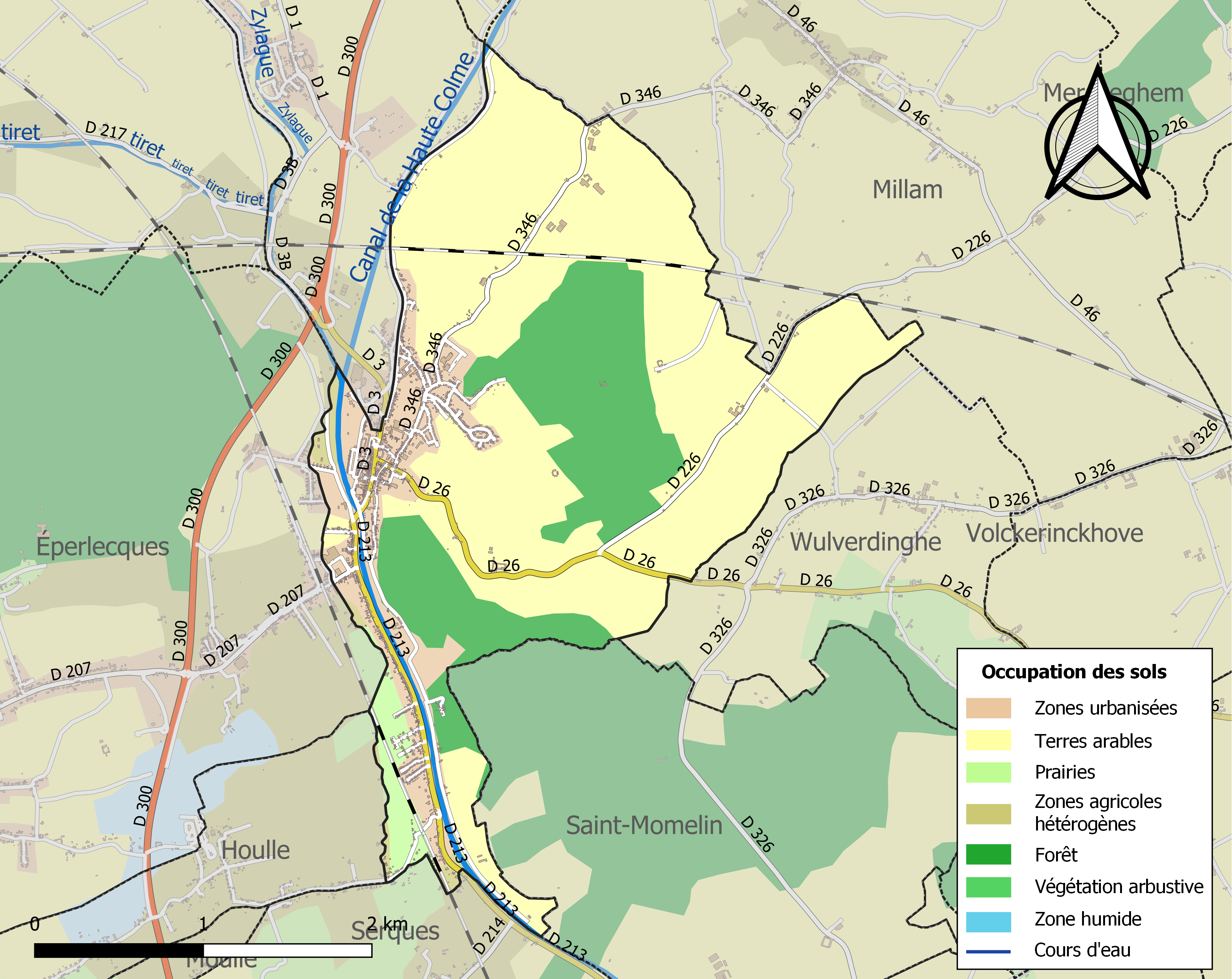
Kaart van de gemeente met belangrijkste infrastructuur, bodemgebruik en omliggende gemeenten

## Bezienswaardigheden

### De Sint-Gilliskerk
Het stadje zelf heeft uit haar lange geschiedenis enkel de toren van de Sint-Gilliskerk kunnen behouden; zij werd tussen 1496 en 1513 in Artesische kalksteen opgetrokken en is in 1996 voorbeeldig gerestaureerd. De kerk zelf dateert van 1843-49, naar een ontwerp van de Duinkerkse architect François Develle. Wel werd er bij de bouw heel wat materiaal van de vorige constructie gerecupereerd, maar dat is er niet echt merkbaar. In 1876 verhoogde men de middenbeuk. Op het Kerkhof van Waten bevindt zich een Brits oorlogsgraf uit de Eerste Wereldoorlog.

### Restanten van de Abdij van Waten
Boven op de berg die Waten domineert verrijst de oude kalkstenen vieringtoren van de abdijkerk, opgetrokken in de 14e eeuw. Hij is volledig hol en heeft geen dak meer. De rest van het abdijcomplex is volledig verdwenen. Aan de voet van de toren stond tot nog in de zestiger jaren van de 20e eeuw het riante landhuis van de bisschoppen van Sint-Omaars; vandaag is het een compleet tot puin vervallen ruïne. De gemeente heeft het domein omstreeks 2000 kunnen aankopen en doet wat inspanningen om de site toegankelijk te maken.

### De Bergmolen
Op een van de aarden bastions van het oude fort en gericht naar Waten staat de Bergmolen, gebouwd in 1731 en in de jaren 1990 gerestaureerd door haar eigenaar en de gemeente.

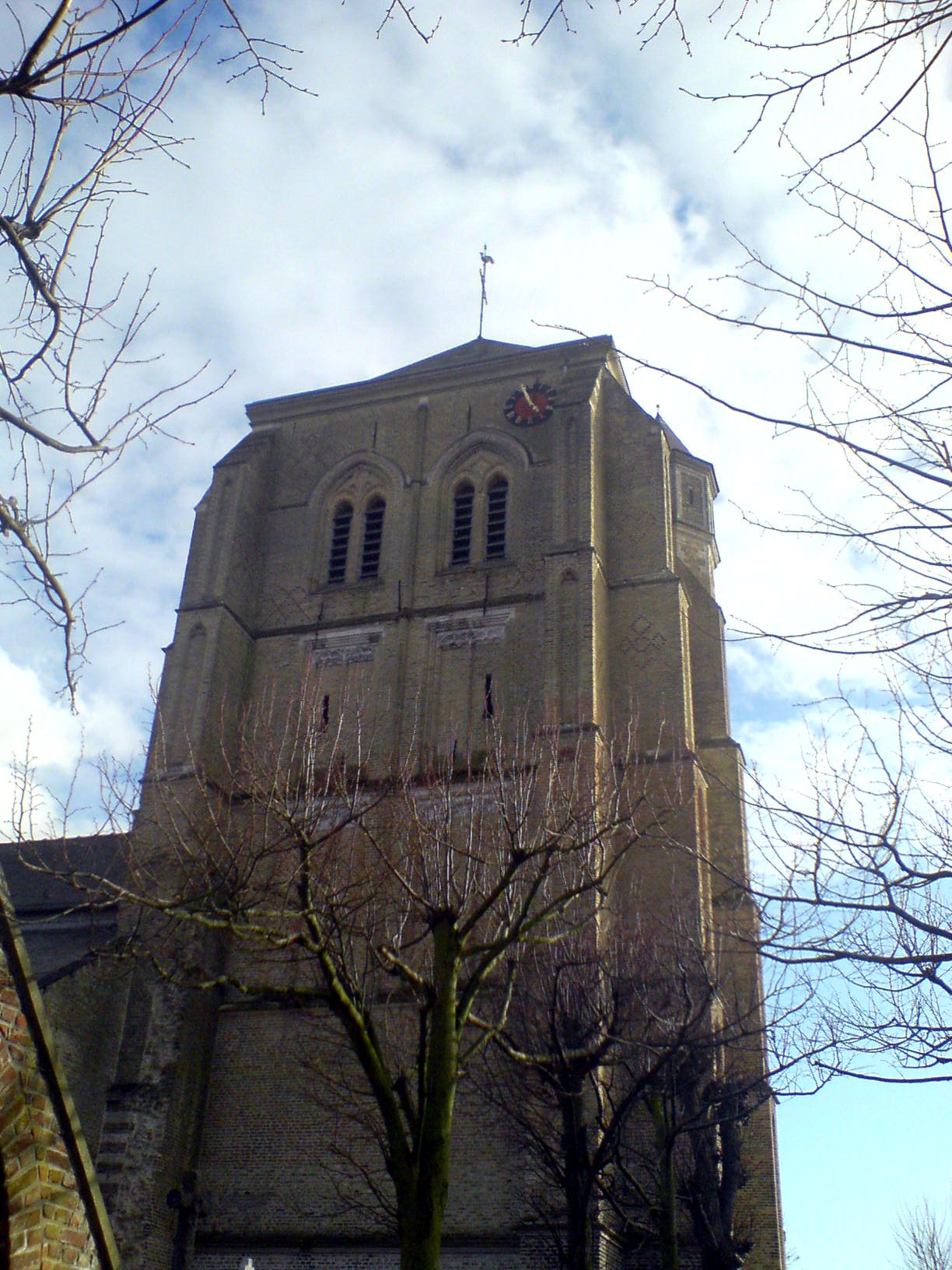
De kerktoren van de Sint-Gilleskerk
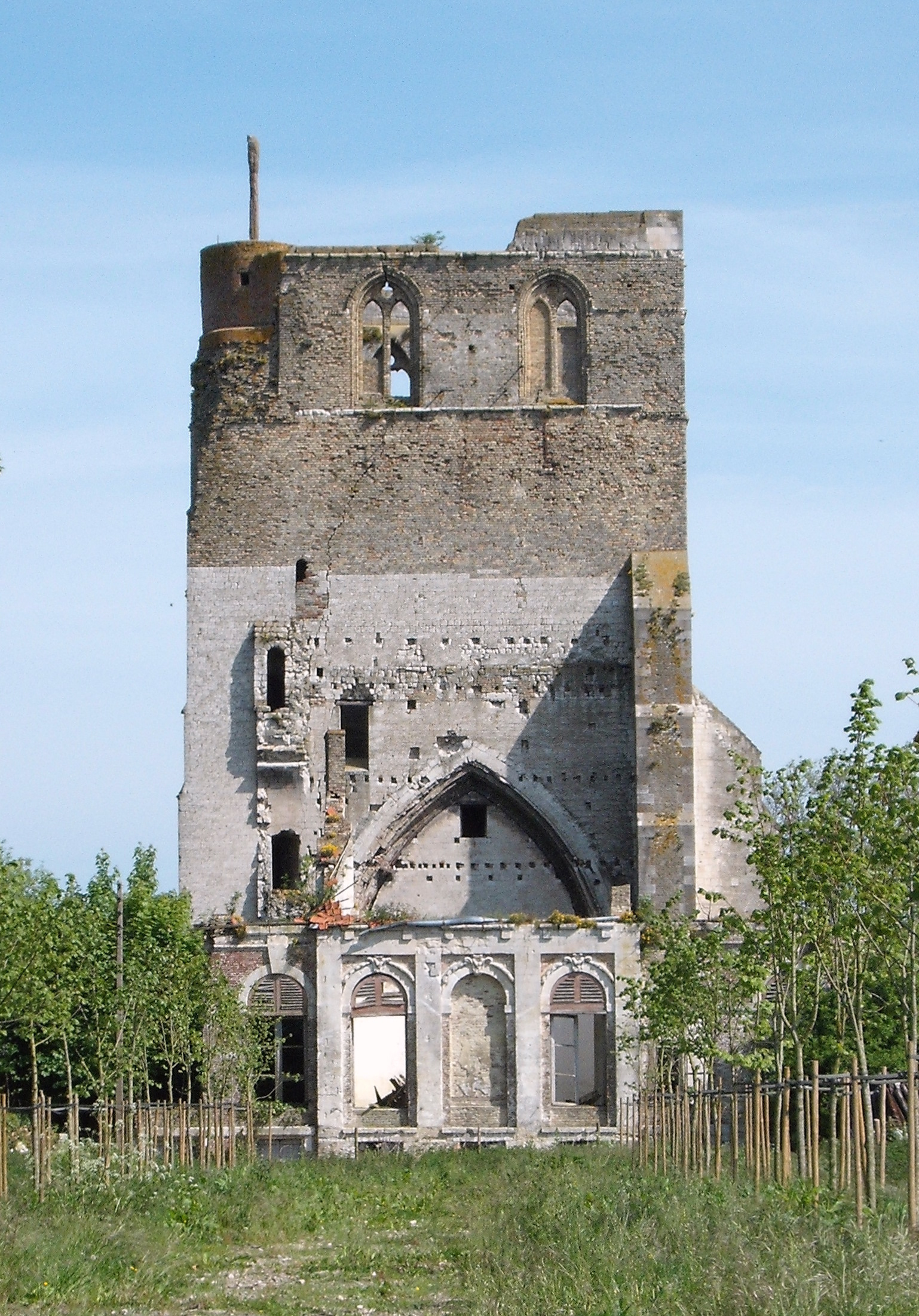
De abdijtoren van Waten
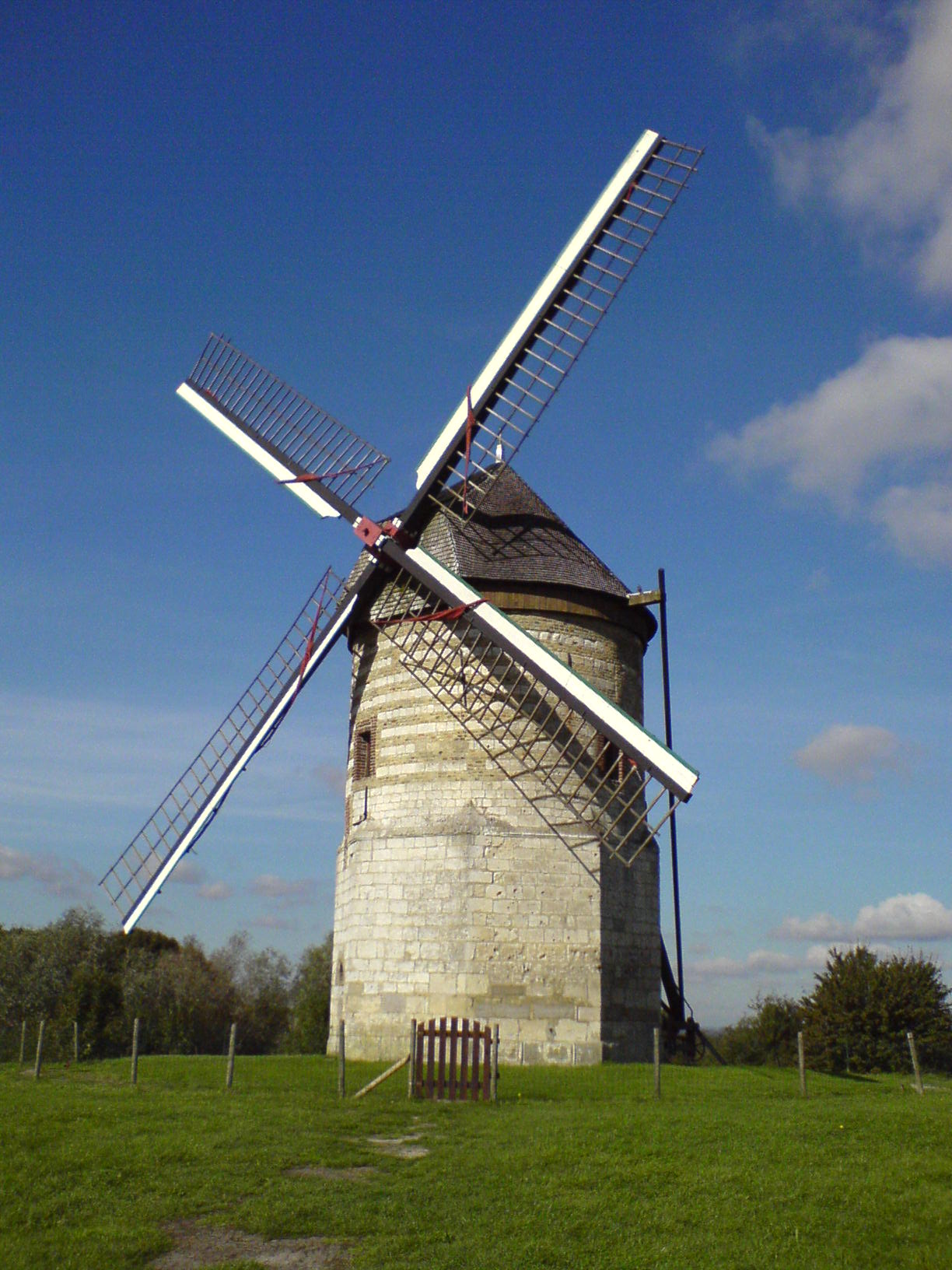
De Bergmolen (2006)
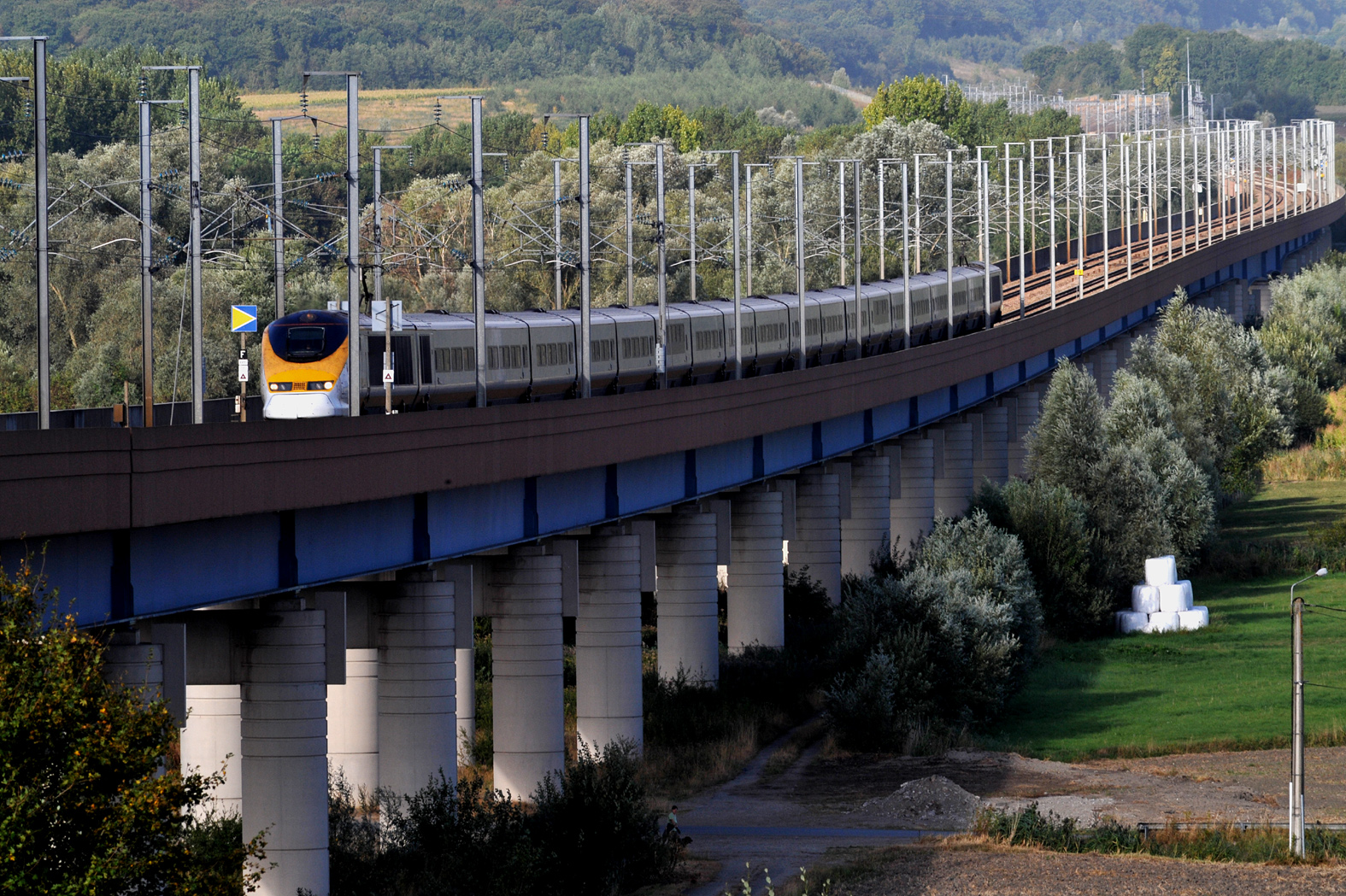
Het viaduct van de Hoge Kolme

## Natuur en landschap
Waten ligt aan de Aa , waar ook de Kolme hierin uitmondt. In het noorden ligt het Blootland, terwijl Waten aan de noordrand van het Houtland ligt. Het is heuvelachtig met de Watenberg met 72 meter als hoogste punt, terwijl langs de Aa de hoogte nog 1 meter bedraagt. De omgeving is bosrijk met het Bois du Ham in het zuiden en het Forêt d'Éperlecques in het westen. Nabij de Watenberg ligt ook het Lac Bleu, een natuurgebied. De Watenberg is de meest westelijke getuigenheuvel van het West-Vlaams Heuvelland. Over de Watenberg voerde de Romeinse heerbaan van Kassel naar Boulogne-sur-Mer.

## Demografie
Onderstaande figuur toont het verloop van het inwonertal (bron: INSEE-tellingen).

## Bekende inwoners
- Diederik van de Elzas (1099 - Waten, 4 januari 1168) was graaf van Vlaanderen van 1128 tot aan zijn dood.
- Jean-Marie Gantois (1904-1968), historicus, Vlaams-nationalistisch publicist.

## Nabijgelegen kernen
Éperlecques, Serques, Saint-Momelin, Wulverdinge, Millam